# Соловьёв, Дмитрий Александрович (пауэрлифтер)
Дми́трий Алекса́ндрович Соловьёв (укр. Дмитро Олександрович Соловйов; род. 3 октября 1970 года) — украинский пауэрлифтер.

## Карьера
Тренировался в Киеве. Его личные тренеры — В. Налейкин и А. Фесюра.
В 1993 году стал чемпионом Украины среди юниоров в категории до 75 кг. Так же стал серебряным призёром юниорского чемпионата Европы.
В 1995 году становится бронзовым призёром чемпионата мира.
В 1996 году становится чемпионом Украины в категории до 75 кг. На чемпионате Европы становится вторым, а на чемпионате мира — четвёртым.
1997 год становится одним из самых удачных — становится чемпионом Украины, чемпионом Европы, завоёвывает серебро Всемирных игр, а также серебро чемпионата мира.
В 1998 году снова становится чемпионом Европы и вице-чемпионом мира.
В 1999 году — победы на чемпионате Украины и чемпионате Европы.
В 2000 году на чемпионате Украины становится вторым в категории до 82,5 кг. Также второе место досталось на чемпионате Европы. На чемпионате мира становится третьим.
2001 год проходит без медалей. Пятое место на Всемирных играх и четвёртое — на чемпионате мира.
В 2002 году побеждает на чемпионате Украины, Европы и мира.
В 2003 году — очередной титул чемпиона Украины, серебро — на чемпионате Европы. Чемпионат мира 2003 года — последнее соревнование IPF, которое провёл Соловьёв.
В 2004 году становится чемпионом мира по версии WUAP и чемпионом Европы по версии WPC.
В 2006 году становится бронзовым призёром чемпионата мира по жиму лёжа по версии WPC.
В 2012 году становится чемпионом в категории Мастерс по версии WPC.
Заслуженный мастер спорта Украины. Многократный чемпион мира, Европы и Украины.
Занимается тренерской работой. Заслуженный тренер Украины.